# Bora Roković
Borislav Bora Roković (* 19. Juli 1925 in Veliki Bečkerek; † 13. Juli 2006 in Köln) war ein jugoslawischer Jazzmusiker (Piano, Komposition).

## Leben und Wirken
Roković gehörte lange Zeit als Pianist zum Tanzorchester von Radio Belgrad. Im August 1962 wurde er damit und auch mit seinem eigenen Quartett in der Fernsehsendung Jazz – gehört und gesehen präsentiert. 1962 wurde er als Nachfolger von Francis Coppieters Pianist im Orchester Kurt Edelhagen, dem er bis Ende 1971 angehörte. Für das Edelhagen-Orchester hatte er schon gelegentlich seit 1957 als Arrangeur gearbeitet. 1972 wechselte er zum Tanzorchester des WDR, aus dem, mit ihm,  die WDR Big Band Köln entstand. Auch arrangierte und komponierte er für Edelhagen sowie für die WDR Big Band. Unter anderem schrieb er ein Concerto for Two Pianos and Orchestra, was er gemeinsam mit Friedrich Höricke und dem WDR-Orchester einspielte. Neben den genannten Orchestern ist er auch auf Platten mit Dusko Goykovich, dem Metropole Orkest, den Jugoslawischen Jazz All Stars, mit Milo Pavlović, Milivoje Marković, Heinz Kiessling, Caterina Valente (Kurt Weill – American Songs), Lala Kovačev und Helmut Weglinski zu hören.

## Diskographische Hinweise
- Balkan Express (Cosmic Sounds)
- Ultra Native (MPS 1972, mit Peter Trunk, Tony Inzalaco)
- Nona (PGP RTB 1980)

## Lexikalische Einträge
- Jürgen Wölfer: Jazz in Deutschland. Das Lexikon. Alle Musiker und Plattenfirmen von 1920 bis heute. Hannibal, Höfen 2008, ISBN 978-3-85445-274-4.